# Episodi di Sonic Boom (seconda stagione)
La seconda e ultima stagione di Sonic Boom è stata trasmessa per la prima volta negli Stati Uniti su Cartoon Network dal 29 ottobre 2016, in Francia dall'8 aprile 2017 su Canal J e Gulli e in Italia dall'11 settembre 2017 su K2.
| n°  | Titolo originale                                      | Titolo italiano                                             | Prima TV USA      | Prima TV Italia   |
| --- | ----------------------------------------------------- | ----------------------------------------------------------- | ----------------- | ----------------- |
| 053 | Tommy Thunder: Method Actor                           | Tommy Thunder: professione attore                           | 29 ottobre 2016   | 11 settembre 2017 |
| 054 | Spacemageddonocalypse                                 | Si salvi chi può!                                           | 19 novembre 2016  | 11 settembre 2017 |
| 055 | Nutwork                                               | Emergenza acqua                                             | 26 novembre 2016  | 12 settembre 2017 |
| 056 | Alone Again, Unnaturally                              | Esistenza parallela                                         | 3 dicembre 2016   | 12 settembre 2017 |
| 057 | The Biggest Fan                                       | L'assistente perfetto                                       | 10 dicembre 2016  | 13 settembre 2017 |
| 058 | Anything You Can Do, I Can Do Worse-er                | La scommessa                                                | 17 dicembre 2016  | 13 settembre 2017 |
| 059 | I Can Sea Sonic's Fear from Here                      | Un mare di paura                                            | 24 dicembre 2016  | 14 settembre 2017 |
| 060 | In the Midnight Hour                                  | Spettro di mezzanotte                                       | 31 dicembre 2016  | 14 settembre 2017 |
| 061 | Multi-Tails                                           | Multi-Tails                                                 | 7 gennaio 2017    | 15 settembre 2017 |
| 062 | Strike!                                               | Lo sciopero dei robot                                       | 14 gennaio 2017   | 15 settembre 2017 |
| 063 | The Evil Dr. Orbot                                    | Il malvagio dottor Orbot                                    | 21 gennaio 2017   | 18 settembre 2017 |
| 064 | Knuck Knuck! Who's Here?                              | L'ultimo della specie                                       | 28 gennaio 2017   | 18 settembre 2017 |
| 065 | Mech Suits Me                                         | L'esoscheletro                                              | 4 febbraio 2017   | 19 settembre 2017 |
| 066 | FiendBot                                              | Criminalbot                                                 | 11 febbraio 2017  | 19 settembre 2017 |
| 067 | Og Man Out                                            | A caccia di rospi                                           | 18 febbraio 2017  | 20 settembre 2017 |
| 068 | Knine-to-Five Knuckles                                | Knuckles tuttofare                                          | 25 febbraio 2017  | 20 settembre 2017 |
| 069 | Blackout                                              | Blackout                                                    | 4 marzo 2017      | 21 settembre 2017 |
| 070 | Unnamed Episode                                       | La città senza nome                                         | 11 marzo 2017     | 21 settembre 2017 |
| 071 | Robot Employees                                       | I camerieri robot                                           | 18 marzo 2017     | 22 settembre 2017 |
| 072 | Give Bees a Chance                                    | Apetta, la nuova amica                                      | 25 marzo 2017     | 27 settembre 2017 |
| 073 | Mombot                                                | Mamma bot                                                   | 1º aprile 2017    | 21 novembre 2017  |
| 074 | Muckfoot                                              | Il Muckfoot                                                 | 8 aprile 2017     | 23 novembre 2017  |
| 075 | Nominatus Rising                                      | L'ascesa di Nominatus                                       | 15 aprile 2017    | 20 novembre 2017  |
| 076 | Eggman's Brother                                      | Il fratello di Eggman                                       | 22 aprile 2017    | 22 settembre 2017 |
| 077 | Do Not Disturb                                        | Non disturbare                                              | 29 aprile 2017    | 21 novembre 2017  |
| 078 | Robots from the Sky: Part 1                           | Piovono robot (prima parte)                                 | 6 maggio 2017     | 25 settembre 2017 |
| 079 | Robots from the Sky: Part 2                           | Piovono robot (seconda parte)                               | 13 maggio 2017    | 25 settembre 2017 |
| 080 | Robots from the Sky: Part 3                           | Piovono robot (terza parte)                                 | 20 maggio 2017    | 26 settembre 2017 |
| 081 | Robots from the Sky: Part 4                           | Piovono robot (quarta parte)                                | 27 maggio 2017    | 26 settembre 2017 |
| 082 | Flea-ing from Trouble                                 | Pulci, che problema!                                        | 3 giugno 2017     | 22 novembre 2017  |
| 083 | Lightning Bowler Society                              | Tutti pazzi per il bowling                                  | 10 giugno 2017    | 29 novembre 2017  |
| 084 | Planes, Trains and Dude-Mobiles                       | Insieme al concerto                                         | 17 giugno 2017    | 27 novembre 2017  |
| 085 | Sticks and Amy's Excellent Staycation                 | Il tranquillo weekend di Amy e Sticks                       | 24 giugno 2017    | 28 novembre 2017  |
| 086 | Inn Sanity                                            | Un hotel fuori dal comune                                   | 1º luglio 2017    | 27 settembre 2017 |
| 087 | Mister Eggman                                         | Il corso di malvagità                                       | 8 luglio 2017     | 30 novembre 2017  |
| 088 | The Haunted Lair                                      | Il covo infestato                                           | 15 luglio 2017    | 29 novembre 2017  |
| 089 | Return of the Buddy Buddy Temple of Doom              | Ritorno al tempio maledetto                                 | 22 luglio 2017    | 23 novembre 2017  |
| 090 | Eggman's Anti Gravity Ray                             | Il raggio anti-gravitazionale di Eggman                     | 29 luglio 2017    | 28 novembre 2017  |
| 091 | Victory                                               | Vittoria                                                    | 5 agosto 2017     | 30 novembre 2017  |
| 092 | Three Men and My Baby!                                | Un bebè per tre                                             | 12 agosto 2017    | 4 dicembre 2017   |
| 093 | Where Have All the Sonics Gone?                       | In un'altra dimensione                                      | 19 agosto 2017    | 20 novembre 2017  |
| 094 | If You Build It They Will Race                        | La grande corsa                                             | 26 agosto 2017    | 22 novembre 2017  |
| 095 | Chain Letter                                          | Amici cercasi                                               | 2 settembre 2017  | 4 dicembre 2017   |
| 096 | Vector Detector                                       | Il mistero del martello scomparso                           | 9 settembre 2017  | 27 novembre 2017  |
| 097 | Three Minutes or Less                                 | Solo tre minuti                                             | 30 settembre 2017 | 7 dicembre 2017   |
| 098 | Lair on Lockdown                                      | Chiusi dentro                                               | 7 ottobre 2017    | 5 dicembre 2017   |
| 099 | You and I Bee-come One                                | Fusione molecolare                                          | 14 ottobre 2017   | 5 dicembre 2017   |
| 100 | Don't Make Me Angry                                   | Se mi arrabbio sono guai                                    | 21 ottobre 2017   | 6 dicembre 2017   |
| 101 | Eggman Family Vacation                                | Vacanze in famiglia                                         | 28 ottobre 2017   | 6 dicembre 2017   |
| 102 | Return to Beyond the Valley of the Cubots             | Ritorno dalla valle dei Cubot                               | 4 novembre 2017   | 7 dicembre 2017   |
| 103 | Eggman: The Video Game: Part 1                        | Il videogioco di Eggman (prima parte)                       | 11 novembre 2017  | 8 dicembre 2017   |
| 104 | Eggman: The Video Game: Part 2 - The End of the World | Il videogioco di Eggman (seconda parte) - La fine del mondo | 11 novembre 2017  | 8 dicembre 2017   |

## Tommy Thunder: professione attore
- Titolo originale: Tommy Thunder: Method Actor
- Scritto da: Alan Denton e Greg Hahn

Trama

## Si salvi chi puòǃ
- Titolo originale: Spacemageddonocalypse
- Scritto da: Joelle Sellner

Trama

## Emergenza acqua
- Titolo originale: Nutwork
- Scritto da: Sam Freiberger

Trama

## Esistenza parallela
- Titolo originale: Alone Again, Unnaturally
- Scritto da: Benoit Grenier

Trama

## L'assistente perfetto
- Titolo originale: The Biggest Fan
- Scritto da:

Trama

## La scommessa
- Titolo originale: Anything You Can Do, I Can Do Worse-er
- Scritto da: Ian Flynn

Trama

## Un mare di paura
- Titolo originale: I Can Sea Sonic's Fear From Here
- Scritto da: Natalys Raut-Sieuzac

Trama

## Spettro di mezzanotte
- Titolo originale: In the Midnight Hour
- Scritto da: Paul Shriver

Trama

## Multi-Tails
- Titolo originale: Multi-Tails
- Scritto da: Marine e Cedric Lachenaud

Trama

## Lo sciopero dei robot
- Titolo originale: Strikeǃ
- Scritto da: Marie Beardmore

Trama

## Il malvagio dottor Orbot
- Titolo originale: The Evil Dr. Orbot
- Scritto da: Benoit Grenier

Trama

## L'ultimo della specie
- Titolo originale: Knuck Knuckǃ Who's Here?
- Scritto da: Natalys Raut-Sieuzac

Trama

## L'esoscheletro
- Titolo originale: Mech Suits Me
- Scritto da:

Trama

## Criminalbot
- Titolo originale: FinedBot
- Scritto da: Alan Denton e Greg Hahn

Trama

## A caccia di rospi
- Titolo originale: Og Man Out
- Scritto da: Ian Flynn

Trama

## Knuckles tuttofare
- Titolo originale: Knine-to-Five Knuckles
- Scritto da: Benoit Grenier

Trama

## Blackout
- Titolo originale: Blackout
- Scritto da: Natalys Raut-Sieuzac

Trama

## La città senza nome
- Titolo originale: Unnamed Episode
- Scritto da: Benoi Grenier

Trama

## I camerieri robot
- Titolo originale: Robot Employees
- Scritto da: Anne Barou

Trama

## Apetta, la nuova amica
- Titolo originale: Give Bees A Chance
- Scritto da: Cindy Robinson

Trama

## Mamma bot
- Titolo originale: Mombot
- Scritto da: Joelle Sellner

Trama

## Il Muckfoot
- Titolo originale: Muckfoot
- Scritto da: Kevin Burke e Chris "Doc" Wyatt

Trama

## L'ascesa di Nominatus
- Titolo originale: Nominatus Rising
- Scritto da: Natalys Raut-Sieuzac

Trama

## Il fratello di Eggman
- Titolo originale: Eggman's Brother
- Scritto da: Marine e Cedric Lachenaud

Trama

## Non disturbare
- Titolo originale: Do Not Disturb
- Scritto da: Peter Saisselin

Trama

## Piovono robot
- Titolo originale: Robots From The Sky
- Scritti da: Alan Denton, Greg Hahn e Bill Freiberger

prima parte
seconda parte
terza parte
quarta parte

## Pulci, che problemaǃ
- Titolo originale: Flea-ing From Trouble
- Scritto da: Marie Beardmore

Trama

## Tutti pazzi per il bowling
- Titolo originale: Lightning Bowler Society
- Scritto da: Peter Saisselin

Trama

## Insieme al concerto
- Titolo originale: Planes, Trains and Dude-Mobiles
- Scritto da: Alan Denton e Greg Hahn

Trama

## Il tranquillo weekend di Amy e Sticks
- Titolo originale: Sticks and Amy's Excellent Staycation
- Scritto da: Alan Denton e Greg Hahn

Trama

## Un hotel fuori dal comune
- Titolo originale: Inn Sanity
- Scritto da: Sam Freiberger

Trama

## Il corso di malvagità
- Titolo originale: Mister Eggman
- Scritto da: Sam Freiberger

Trama

## Il covo infestato
- Titolo originale: The Haunted Lair
- Scritto da: Sandrine Joly

Trama

## Ritorno al tempio maledetto
- Titolo originale: Return of the Buddy Buddy Temple of Doom
- Scritto da:

## Il raggio anti-gravitazionale di Eggman
- Titolo originale: Eggman's Anti Gravity Ray
- Scritto da: Marie Beardmore

Trama

## Vittoria
- Titolo originale: Victory
- Scritto da: Sam Freiberger

Trama

## Un bebè per tre
- Titolo originale: Three Men And My Babyǃ
- Scritto da: Evan Stanley

Trama

## In un'altra dimensione
- Titolo originale: Where Have All The Sonics Gone?
- Scritto da: Marine e Cedric Lachenaud

Trama

## La grande corsa
- Titolo originale: If You Build It They Will Race
- Scritto da: Jake James

Trama

## Amici cercasi
- Titolo originale: Chain Letter
- Scritto da: Peter Saisselin

Trama

## Il mistero del martello scomparso
- Titolo originale: Vector Detector
- Scritto da: Reid Harrison

Trama

## Solo tre minuti
- Titolo originale: Three Minutes or Less
- Scritto da: Freddie Gutierrez

Trama

## Chiusi dentro
- Titolo originale: Lair On Lockdown
- Scritto da: Françoise Gralewski

Trama

## Fusione molecolare
- Titolo originale: You and I Bee-come One
- Scritto da: Benoit Grenier

Trama

## Se mi arrabbio sono guai
- Titolo originale: Don't Make Me Angry
- Scritto da: Benoit Grenier

Trama

## Vacanze in famiglia
- Titolo originale: Eggman Family Vacation
- Scritto da: Reid Harrison

Trama

## Ritorno dalla valle dei Cubot
- Titolo originale: Return to Beyond the Valley of the Cubots
- Scritto da: Pontaff (Ken Pontac e Warren Graff)

Trama

## Il videogioco di Eggman
- Titolo originale: Eggman: The Video Game
- Scritto da: Jean Christophe Derrien (prima parte), Natalys Raut-Sieuzac (seconda parte)

prima parte
seconda parte - La fine del mondo
L'episodio inizia dove si era interrotto l'episodio precedente , con Shadow in procinto di finire uno stordito Sonic . Shadow chiede al suo rivale le sue ultime parole e Sonic risponde con un non sequitur che confonde Shadow abbastanza a lungo da permettergli un attacco a sorpresa; in seguito, i due si scontrano in una battaglia ancora più intensa della precedente. Il Dr. Eggman sta ancora osservando il combattimento dall'alto nella sua Eggmobile mentre i suoi Spy Bot continuano a registrare filmati di motion capture di Shadow per usarli nel suo videogioco, sottolineando che le mosse di Shadow renderanno la sua pelle nel gioco fantastica. Mentre il combattimento continua, Eggman nota che il filmato è migliore del previsto. Entusiasta di programmarlo nel gioco, parte per il suo covo , portando con sé i suoi Spy Bot.
Pertanto, Eggman non è lì a guardare quando Sonic chiede perché Shadow abbia attaccato lui e il resto della sua squadra quando il loro combattimento raggiunge Meh Burger . Shadow spiega che Sonic pagherà per le cose che ha detto su di lui, e Sonic capisce che si riferisce al filmato che Eggman ha registrato di lui nella sua baracca in precedenza e afferma di non aver detto nulla di offensivo. Shadow capisce rapidamente che Eggman ha modificato il filmato per manipolarlo e spingerlo a combattere Sonic; rifiutandosi di permettere al dottore di prenderlo in giro, corre fuori dal centro del villaggio per mettere in atto la vendetta.
Nella sua tana, Eggman sta per collegare il filmato al computer quando all'improvviso si sente un forte botto all'ingresso; tira fuori le telecamere all'esterno e scopre che Shadow sta tentando di entrare. Orbot dice che la guardia del teletrasporto della tana è al lavoro, ma la porta non reggerà ancora a lungo. Shadow chiede a Eggman di uscire, ma Eggman opta invece per farsi fermare da Orbot e Cubot mentre lui usa il paracadute pneumatico della tana per raggiungere il tetto. Shadow finalmente irrompe, solo che Cubot cerca di distrarlo; Eggman vola via con l'Eggmobile, ma non passa molto tempo prima che Shadow sfonda il tetto e si lanci all'inseguimento, lasciandosi alle spalle le teste ancora senzienti di Orbot e Cubot.
Tornato a Seaside Island , Eggman irrompe in casa di Mombot , dove suo "fratello" Morpho è seduto sul divano; quando gli viene spiegata la situazione, Morpho gli suggerisce semplicemente di usare i suoi Creatori di Portali Interdimensionali per fuggire in un'altra dimensione, ed Eggman decide che può far cadere la colpa a un altro Eggman. Attiva un portale per un'altra dimensione , poi suggerisce a Morpho di trasformarsi in qualcosa che non gli assomigli per evitare di avere a che fare con Shadow prima di saltarci dentro. Seguendo il consiglio, Morpho si trasforma in un unicorno di vetro, che Mombot appoggia su uno scaffale.
Eggman arriva al covo di Lord Eggman , dove Lord Eggman sta tramando la sua vendetta contro Sonic per aver rovinato i suoi piani . Eggman spiega di sapere dove si trova Sonic e come ci è arrivato. Poiché entrambi sono consapevoli che due versioni della stessa persona che rimangono nella stessa dimensione per troppo tempo causeranno un'anomalia catastrofica, Lord Eggman attiva rapidamente il creatore di portali che Eggman gli porge ed esce nella dimensione di quest'ultimo mentre Eggman rimane indietro, ridendo tra sé e sé. Nel frattempo, al laboratorio di Tails , il Team Sonic sta ancora risentendo delle ferite per il pestaggio inferto loro da Shadow quando arriva Lord Eggman, che tenta immediatamente di vendicarsi di Sonic usando una spada laser. I due hanno un breve combattimento finché Shadow non lo interrompe, scambiando Lord Eggman per l'Eggman della sua dimensione. Lord Eggman chiarisce l'equivoco dicendo che l'Eggman che sta cercando si trova in un'altra dimensione e usa il suo dispositivo per creare un portale in cui Shadow entra. Sonic lo segue, ma non prima di aver detto ai suoi amici di sorvegliare Lord Eggman.
Sonic e Shadow arrivano al Centro del Villaggio della dimensione alternativa e vengono accolti da un raggio laser di Metal Sonic ; Eggman si vanta di aver potenziato la copia robotica di Sonic con tutti i dati del videogioco che ha registrato. Sonic e Shadow tentano di combattere contro Metal Sonic, ma vengono facilmente bloccati e attaccati a ogni angolo; Sonic suggerisce di attaccarlo insieme, ma Shadow si rifiuta di seguire gli ordini. Mentre i tre continuano a combattere, Eggman si stanca della mancanza di risultati e spara loro un lanciarazzi. Nel caos, il suo dispositivo portale cade dall'Eggmobile e atterra, creando un portale in cui Sonic e Shadow affrontano Metal Sonic, seguiti da Eggman. Tornati all'officina di Tails, gli amici di Sonic hanno legato Lord Eggman quando la battaglia si riversa nella loro dimensione ed entra nel Centro del Villaggio. Lo seguono portando con sé Lord Eggman, arrivando proprio mentre Metal Sonic colpisce Shadow con un raggio laser contro l'Eggmobile; entrambi precipitano in un edificio vicino. Amy spinge Tails fuori dalla traiettoria dei detriti che cadono, poi dice agli altri che, nonostante le ferite, anche loro devono combattere.
I quattro entrano nella lotta con Amy che prende l'iniziativa; tenta di colpire Metal Sonic con il suo martello , ma Metal Sonic prende una trave di metallo e la conficca in una roccia per simulare il suo martello (cosa che la offende). Abbatte Amy usando il finto martello e attacca con attacchi rotanti Tails, Knuckles e Sticks mentre tentano di attaccare, ma Sonic usa rapidamente il suo Enerbeam per afferrargli il braccio destro; Tails e Knuckles seguono l'esempio rispettivamente con il braccio sinistro e la gamba destra di Metal Sonic, ma lui tenta ancora di colpire Amy con un laser mentre lei si rialza finché Sticks non gli conficca il suo bastone bō nella cavità toracica, mandandolo fuori combattimento.
La squadra festeggia la vittoria, ma Shadow riappare su un edificio, dicendo loro che i festeggiamenti sono prematuri e che questo è solo l'inizio della fine. Quando Sonic lo sollecita, continua a spiegare che vendicarsi di Eggman da solo non lo soddisfa più, quindi ha esteso la sua vendetta all'intero universo e ha portato entrambi gli Eggman in un luogo segreto; come previsto, il Team Sonic guarda e scopre che Lord Eggman è scomparso. Tails dice a Shadow che tenere entrambi gli Eggman nella stessa dimensione troppo a lungo causerà un'anomalia che distruggerà il loro universo, e Shadow rivela che questa era la sua intenzione. Dopo aver dato loro un ultimo addio, Shadow si teletrasporta via mentre si addensano nuvole temporalesche.
Mentre la pioggia inizia a cadere a dirotto e i fulmini crepitano in lontananza, il Team Sonic capisce che questo improvviso cambiamento del tempo è un segno dell'anomalia e che devono trovare gli Eggman in fretta; Tails dice che Metal Sonic ha un radiofaro di Eggman e che se riesce a ripararlo, può scoprire la loro posizione. Sonic gli dice di lavorarci mentre gli altri cercano da soli. Presto, Tails tenta di riparare Metal Sonic nella sua officina mentre i suoi amici cercano freneticamente: Sonic a terra usando Blue Force One , Sticks in aria usando l'aereo di Tails e Knuckles e Amy sott'acqua con le loro mute. Alla fine, Tails riesce ad attivare Metal Sonic, che vola da Eggman usando il suo radiofaro; Tails informa Sonic di questo tramite il suo comunicatore , ma gli dice anche che Metal Sonic si sta muovendo troppo velocemente perché lui possa stargli dietro. Sonic, che ha con sé uno dei portali, nota Metal Sonic passare e lo insegue a piedi.
Metal Sonic conduce Sonic alla caverna in cui Shadow si trovava prima, dove Eggman e Lord Eggman sono legati insieme. Sonic li libera e dice a Lord Eggman che deve lasciare la loro dimensione. Attiva un portale e lo spinge dentro con un calcio, e l'anomalia si dissipa immediatamente, liberando di nuovo il cielo e dando al resto del Team Sonic motivo di festeggiare. Mentre Sonic ed Eggman escono dalla caverna, Shadow si teletrasporta dentro e dice che, sebbene non sia soddisfatto dei risultati, è comunque impressionato dal fatto che Sonic sia riuscito a salvare l'universo; poi promette ancora una volta che lui e Sonic si incontreranno di nuovo alle sue condizioni prima di teletrasportarsi via. Nonostante abbia quasi portato il mondo alla rovina, Eggman ritiene comunque che ne sia valsa la pena, dato che può usare il filmato che ha catturato per creare il suo videogioco. Sfortunatamente, Orbot ha una brutta notizia: un fulmine ha colpito la sua tana durante la tempesta, cancellando il filmato in motion capture. Eggman liquida la cosa dicendo "c'è sempre la prossima stagione".